# Der fremde Vogel
Der fremde Vogel, Untertitel Eine Liebestragödie im Spreewald, ist ein deutscher Stummfilm in drei Akten von Urban Gad aus dem Jahr 1911.

## Handlung
Die Engländerin Miss May ist mit ihrem Vater Sir Arthur, Herbert Bruce und ihrer Gesellschaftsdame Miss Hobbs in den Spreewald gereist. Eigentlich sollte die Reise nach Willen des Vaters mit der Verlobung von May und Herbert enden. May jedoch verliebt sich in den Spreewälder Bootsführer Max und weist Herberts Heiratsantrag zurück.
Nicht nur Max’ Braut Grete und seine Mutter sehen das Verhältnis von May und Max kritisch. Auch Arthur ist gegen die Beziehung. Als May einmal mehr mit Max flirtet, plant Arthur nicht nur die sofortige Abreise, sondern auch die Zwangsverlobung Mays, die nun in ihr Zimmer eingesperrt wird. Sie lässt Max heimlich eine Nachricht zukommen, klettert aus ihrem Fenster und flieht mit ihrem Geliebten. Zunächst fahren sie in einem Spreewaldkahn, fliehen dann durchs Waldesdickicht, bevor die erschöpfte May, von Max kurz allein gelassen, entkräftet ausrutscht, ins Wasser fällt und ertrinkt. Ihr Leichnam wird später von Seerosen umgeben auf einer Sandbank gefunden. Am Ende gleitet ihr Leichnam in einem Kahn durch den Spreewald.

## Produktion
Der fremde Vogel war der fünfte deutsche Film, den Asta Nielsen für die Deutsche Bioscop drehte. Sämtliche Szenen wurden im August 1911 vor Ort im Spreewald gedreht, wobei die Requisiten aus Berlin herangeschafft und Freilichtateliers errichtet wurden.
Der Film wurde am 30. Oktober 1911 durch die Zensur geprüft und mit einem Jugendverbot belegt. Dies lag vor allem an einer von der Kritik als „pikant“ bezeichneten Szene, in der Asta Nielsen ihre Schuhe und Strümpfe auszieht, um den festgefahrenen Spreewaldkahn anzuschieben.
Eine Voraufführung vor mehr als 300 geladenen Literaten, Pressemitgliedern und Kunstkritikern fand am 3. November 1911 statt, wobei der Tenor dieser Aufführung in Werbeanzeigen für den Film mit „Das Wunderbarste der kinematographischen Filmkunst“ wiedergegeben wurde. Der 974 Meter lange Film erlebte am 11. November 1911 zeitgleich in fünf Berliner Union-Filmtheatern seine Uraufführung.
Bemerkenswert ist der Film unter anderem, da er „zum ersten Mal [in der Geschichte des Filmmelodrams] eine direkte kausale Verknüpfung des tragischen Tods der Heldin mit den starren sozialhierarchischen Konventionen, die den jungen Liebenden abgenötigt werden“, enthält.

## Kritik
Die zeitgenössische Kritik hob in ihrem Besprechungen vor allem die Vorzüge des Mediums Film gegenüber dem Theater hervor, so habe der Film dem Theater „die naturgetreue Inszenierung voraus, die rauschenden Bäume des Spreewaldes, die wunderbaren Lichtreflexe – besonders schön wirkt der magische Schein des Mondlichtes –, das Plätschern des Wassers, das Auffinden des Leichnams zwischen den Seerosen, die idyllischen Bauernhäuser.“ Die Vossische Zeitung schrieb schon kurz nach der Sondervorführung, dass der Film „trefflich in den Einzelheiten durchgearbeitet“ und „in der Schilderung der Spreewaldnatur voll Stimmungszauber“ sei. Zwar sei die Handlung einfach, dabei jedoch „ausgezeichnet psychologisch entwickelt, so daß man das gesprochene Wort kaum vermißt“.
Rückblickend wurde der Film einerseits gelobt: „Guido Seebers Kameraführung, sein für damalige Verhältnisse sensationeller Umgang mit Landschaftsaufnahmen und Bildern der ländlichen Welt machten diesen Streifen zu einem großen filmischen Erlebnis.“ Andere Kritiker bezeichneten „Drehbuch und Regie dieses Films [als] insgesamt belanglos“, nannten jedoch „die Außenaufnahmen, de[n] Wechsel stimmungsvoller Landschaftsbilder mit Spielszenen […] de[n] größte[n] und für damalige Zeit überraschende[n] Aktivposten dieses Films.“